# Кім Крістофте
Кім Піїтала Крістофте (дан. Kim Piitala Christofte; 24 серпня 1960, Копенгаген, Данія) — данський футболіст, захисник, відомий за виступами за «Брондбю» і збірну Данії. Чемпіон Європи 1992 року .

## Клубна кар'єра
Крістофте розпочав свою кар'єру в «Брондбю». У 1979 році він дебютував за клуб у данській Суперлізі. У 1981 році Кім перейшов у бельгійський «Локерен», але відігравши три сезони він повернувся до «Брондбю». У 1985 році Крістофте виграв чемпіонат Данії та в тому ж році виїхав в іспанську Малагу, але не в Іспанії, не у швейцарському Веттінген він не став футболістом основи. Сезон 1987/1988 Кім провів в Оденсі, після чого втретє повернувся до «Брондбю». З командою він дійшов до півфіналу Кубка УЄФА та двічі виграв чемпіонат.
Після Євро-92 Кім перейшов до німецького «Кельна». У першому сезоні він часто отримував травми й з приходом нового тренера втратив місце в основі. У 1994 році Крістофте перейшов у «Льєрс», але не зігравши жодного матчу, повернувся до Данії, де ще сезон відіграв у клубі, а потім завершив кар'єру.

## Виступи за збірні
У 1984 році Кім Крістофте дебютував за збірну Данії. Травма завадила йому поїхати на Чемпіонат Світу до Мексики. 25 вересня 1991 року у відбірному матчі Євро-92 проти збірної Фарерських островів Кім забив перший та єдиний м'яч за національну команду. У 1992 році Крістофте був включений до заявки національної команди на участь у чемпіонаті Європи та став переможцем турніру. На турнірі він зіграв у всіх матчах проти збірних Англії та Швеції, Нідерландів, Франції та Німеччини. У поєдинку проти збірної Нідерландів Кім забив вирішальний пенальті у післяматчевій серії, який дозволив данцям вийти у фінал.

### Голи за збірну Данії
| #   | Дата            | Місце                       | Противник         | Рахунок | Результат | Змагання                                 |
| --- | --------------- | --------------------------- | ----------------- | ------- | --------- | ---------------------------------------- |
| 01. | 25 вересня 1991 | Торсхавн, Фарерські острови | Фарерські острови | 0: 1    | 0: 4      | Чемпіонат Європи 1992 відбірковий турнір |

## Титули і досягнення
- Чемпіон Данії: «Брондбю» 1985, 1990, 1991
- Чемпіо Європы по футболу — 1992